# Anastásios Charalámbis
Anastásios Charalámbis (em grego: Αναστάσιος Χαραλάμπης; n. 1862 - f. 1949) foi um político da Grécia. Ocupou o cargo de primeiro-ministro da Grécia de 29 de Setembro de 1922 até 30 de Setembro de 1922.